# Boris Linkov
Boris Linkov (24 de julio de 2000) es un deportista de Bulgaria que compite en atletismo. Ganó una medalla de bronce en el Campeonato Europeo de Atletismo Sub-23 de 2021, en la prueba de Salto de longitud.